# Campionati del mondo di atletica leggera 1999 - 400 metri ostacoli maschili
I risultati ufficiali dei 400 metri a ostacoli maschili ai Campionati del mondo IAAF 1999 di Siviglia, Spagna . Ci sono stati 50 atleti partecipanti, con sette batterie di qualificazione, due semifinali ed una la finale disputata venerdì 27 agosto 1999 alle ore 21:00, che ha visto vincitore l'italiano Fabrizio Mori.

## Finale
| Posizione | Finale                   | Tempo |
| --------- | ------------------------ | ----- |
| Oro       | Fabrizio Mori (ITA)      | 47"72 |
| Argento   | Stéphane Diagana (FRA)   | 48"12 |
| Bronzo    | Marcel Schelbert (SUI)   | 48"13 |
| 4.        | Eronilde de Araujo (BRA) | 48"13 |
| 5.        | Paweł Januszewski (POL)  | 48"19 |
| 6.        | Joey Woody (USA)         | 48"77 |
| 7.        | Dinsdale Morgan (JAM)    | 48"92 |
| 8.        | Torrance Zellner (USA)   | 49"06 |

## Semifinali
| Posizione | Semifinale 1              | Tempo |
| --------- | ------------------------- | ----- |
| 1.        | Joey Woody (USA)          | 48"55 |
| 2.        | Paweł Januszewski (POL)   | 48"63 |
| 3.        | Marcel Schelbert (SUI)    | 48"80 |
| 4.        | Kemel Thompson (JAM)      | 48"95 |
| 5.        | Jiří Mužík (CZE)          | 49"17 |
| 6.        | Samuel Matete (ZAM)       | 49"28 |
| 7.        | Kazuhiko Yamazaki (JPN)   | 49"46 |
| 8.        | Jean-Laurent Heusse (FRA) | 50"17 |

| Posizione | Semifinale 2             | Tempo |
| --------- | ------------------------ | ----- |
| 1.        | Stéphane Diagana (FRA)   | 48"18 |
| 2.        | Fabrizio Mori (ITA)      | 48"29 |
| 3.        | Eronilde de Araujo (BRA) | 48"41 |
| 4.        | Torrance Zellner (USA)   | 48"53 |
| 5.        | Dinsdale Morgan (JAM)    | 48"71 |
| 6.        | Tibor Bedi (HUN)         | 49"00 |
| 7.        | Carlos Silva (POR)       | 49"45 |
| 8.        | Thomas Goller (GER)      | 49"89 |

## Batterie di qualificazione
| Posizione | Batteria 1                 | Tempo |
| --------- | -------------------------- | ----- |
| 1.        | Kazuhiko Yamazaki (JPN)    | 49.08 |
| 2.        | Tibor Bédi (HUN)           | 49.38 |
| 3.        | Periklis Iakovakis (GRE)   | 49.53 |
| 4.        | Ken Harnden (ZIM)          | 49.72 |
| 5.        | Cleverson da Silva (BRA)   | 49,98 |
| 6.        | Vadim Zadoynov (MDA)       | 50.14 |
| 7.        | Zahr-el-Din El-Najem (SYR) | 50.35 |
|           | Tien-Wen Chen (TPE)        | DQ    |

| Posizione | Batteria 2                 | Tempo |
| --------- | -------------------------- | ----- |
| 1.        | Samuel Matete (ZAM)        | 48"90 |
| 2.        | Carlos Silva (POR)         | 49"02 |
| 3.        | Miro Kocuvan (SLO)         | 49"63 |
| 4.        | Félix Sánchez (DOM)        | 49"67 |
| 5.        | Tan Chunhua (CHN)          | 50"10 |
| 6.        | Alexandre Marchand (CAN)   | 50"30 |
| 7.        | Ashok K. Jayasundara (SRI) | 51"70 |

| Posizione | Batteria 3              | Tempo |
| --------- | ----------------------- | ----- |
| 1.        | Fabrizio Mori (ITA)     | 49"07 |
| 2.        | Pawel Januszewski (POL) | 49"21 |
| 3.        | Jiří Mužík (CZE)        | 49"40 |
| 4.        | Pedro Rodrigues (POR)   | 49"97 |
| 5.        | Siniša Peša (YUG)       | 50"40 |
| 6.        | Curt Young (PAN)        | 51"48 |
|           | Llewellyn Herbert (RSA) | DNS   |

| Posizione | Batteria 4                                    | Tempo |
| --------- | --------------------------------------------- | ----- |
| 1.        | Dinsdale Morgan (JAM)                         | 48,99 |
| 2.        | Jean Laurent Heusse (FRA)                     | 49.82 |
| 3.        | Hadi Soua'an Al-Somaily (KSA)                 | 49.88 |
| 4.        | Darko Juričić (CRO)</img> Darko Juričić (CRO) | 49,96 |
| 5.        | Jeff Ellis (CAN)                              | 50,77 |
| 6.        | Hamed Ziad Abou (AUS)                         | 50,85 |
|           | Chris Rawlinson (GBR)                         | DNS   |

| Posizione | Batteria 5               | Tempo |
| --------- | ------------------------ | ----- |
| 1.        | Stéphane Diagana (FRA)   | 48.55 |
| 2.        | Eronilde de Araujo (BRA) | 48.81 |
| 3.        | Torrance Zellner (USA)   | 48,97 |
| 4.        | Hideaki Kawamura (JPN)   | 49.66 |
| 5.        | Monte Raymond (CAN)      | 50,75 |
| 6.        | Ivan Wakit (PNG)         | 52,55 |
|           | Costas Pochanis (CYP)    | DNF   |

| Posizione | Batteria 6              | Tempo |
| --------- | ----------------------- | ----- |
| 1.        | Marcel Schelbert (SUI)  | 48.66 |
| 2.        | Joey Woody (USA)        | 49.18 |
| 3.        | Ibou Faye (SEN)         | 49.48 |
| 4.        | Shunji Karube (JPN)     | 49.52 |
| 5.        | Mustapha Sdad (MAR)     | 49.64 |
| 6.        | Anthony Borsumato (GBR) | 50.05 |
|           | Kenneth Enyiazu (NGR)   | DNS   |

| Posizione | Batteria 7                | Tempo |
| --------- | ------------------------- | ----- |
| 1.        | Kemel Thompson (JAM)      | 49.17 |
| 2.        | Thomas Goller (GER)       | 49.52 |
| 3.        | Angelo Taylor (USA)       | 49.58 |
| 4.        | Paul Gray (GBR)           | 50.15 |
| 5.        | Vladislav Shiryayev (RUS) | 50.34 |
| 6.        | Victor Houston (BAR)      | 50,57 |
| 7.        | Asha Ram Chaudhary (NEP)  | 53,87 |